# The Riddler Mindbender
Ne doit pas être confondu avec Mindbender.
Pour les articles homonymes, voir Bender.
The Riddler Mindbender (anciennement connu sous le nom Mind Bender) sont des montagnes russes assises en métal du parc Six Flags Over Georgia, situé à Austell près d'Atlanta en Géorgie, aux États-Unis.
L'attraction a été fermée après la saison 2019 pour subir une rénovation dans le cadre de la nouvelle zone Gotham City prévue pour 2020. Elle a été renommée The Riddler Mindbender, avec une nouvelle couche de peinture, une file d'attente mise à jour, ainsi que de nouveaux trains et tronçons de voie réaménagés. Les nouveaux trains se composaient de cinq voitures au lieu de sept, et le système de contrôle a été remplacé. The Riddler Mindbender rouvre le 18 septembre 2021.

## Circuit
Le circuit est assez similaire à celui de Shock Wave à Six Flags Over Texas.

## Statistiques
- Capacité : 1 200 passagers par heure.
- Éléments : Looping vertical de 17,1 mètres de haut / Hélice inclinée de 45° / Tunnel.
- Thème : repeint en 1997 pour s'accorder avec la nouvelle section Gotham City du parc.
- Trains : 2 trains de 7 wagons. Les passagers sont placés par deux sur deux rangs pour un total de 28 passagers par train.

## Galerie

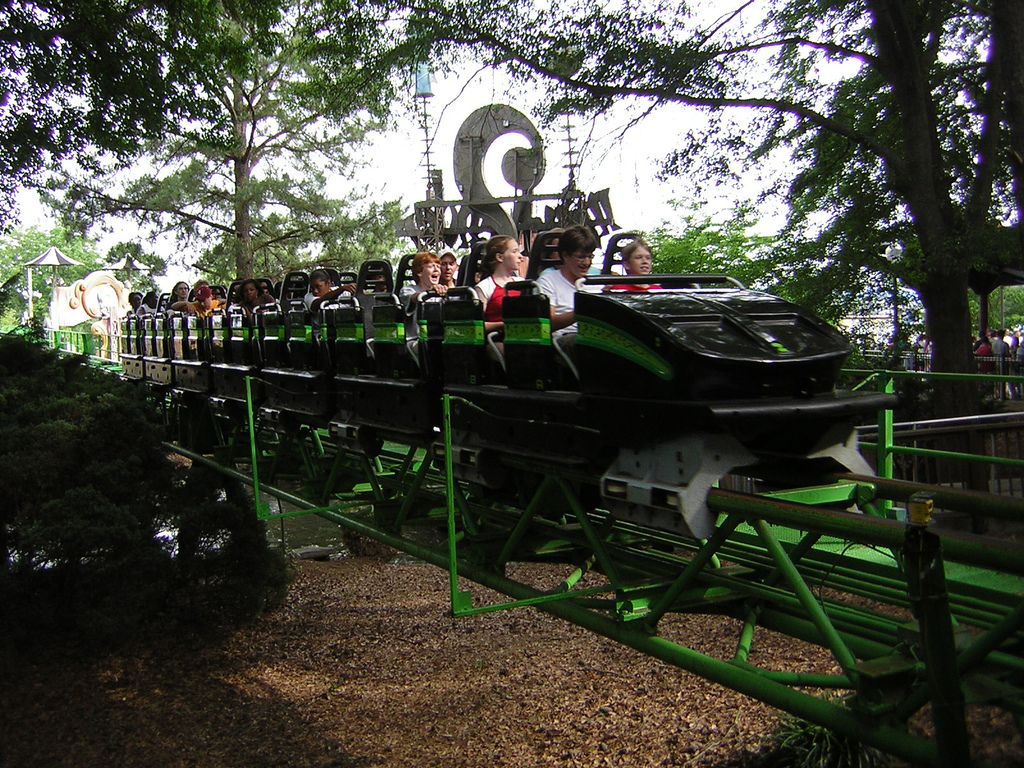
Un des trains.
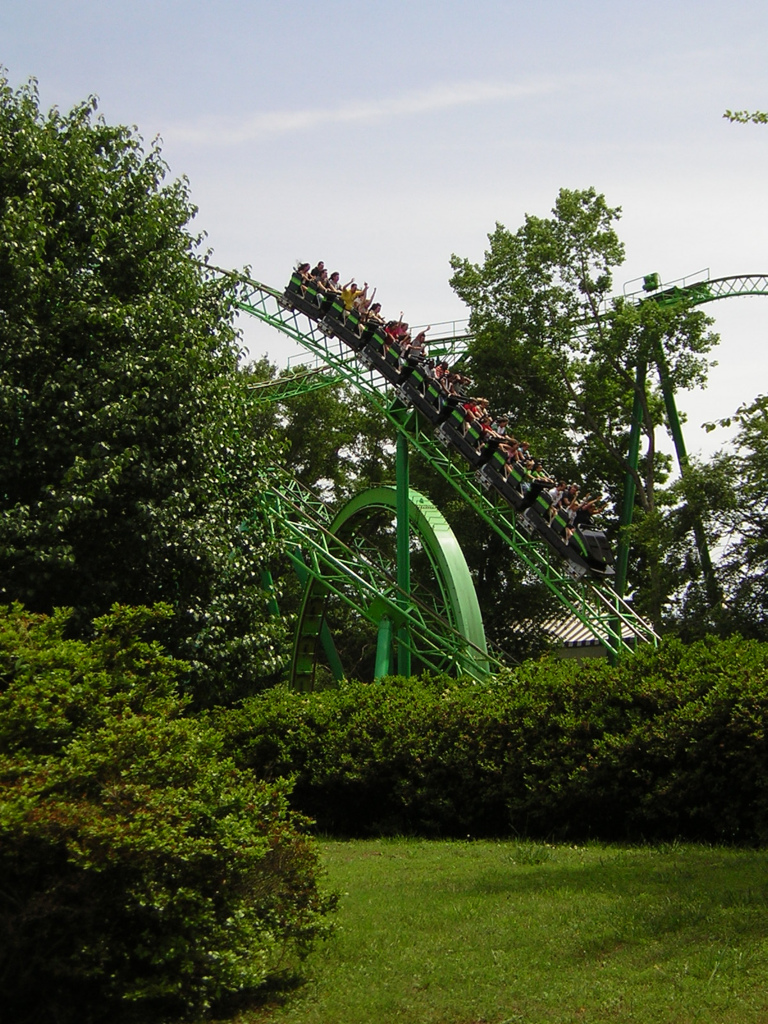
Vue générale.
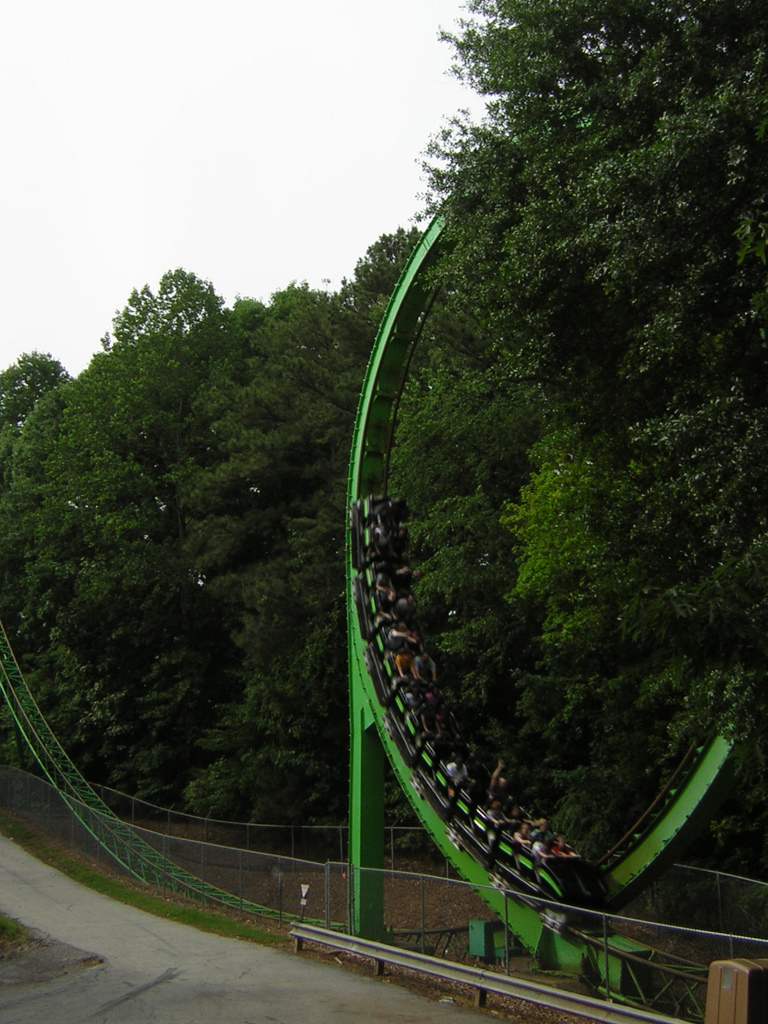
Le second looping vertical.